# Кольсай (приток Чилика)
Кольса́й (Колсай; каз. Көлсай) — река в Казахстане, течёт по территории Кегенского района на юго-востоке Алматинской области. Правый приток среднего течения Чилика.
Длина реки составляет 24 км или, согласно другим данным, 26 км. Площадь водосборного бассейна — 139 км².
Кольсай начинается около перевала Сарыбулак на хребте Кунгей-Алатау. Течёт в основном на север. Пересекает несколько озёр: Верхнее, Мынжолка, Нижнее. Впадает в Чилик по правому берегу в 128 км от его устья, напротив хребта Акшолак между сёлами Курмети и Саты.